# Ramón Moreno Grosso
Ramón Moreno Grosso (Madrid, 8 de desembre del 1943 - 13 de febrer del 2002) va ser un futbolista espanyol, que va jugar la major part de la seva carrera al Reial Madrid. Va ser internacional amb la selecció espanyola. Va morir a causa d'un càncer.

## Biografia
Va començar a jugar a l'escola Nuestra Señora del Recuerdo del barri madrileny de Chamartín, on va coincidir amb Luis Aragonés. El 1959 va entrar a les categories inferiors del Reial Madrid, debutant amb el primer equip el 1964. Va jugar al conjunt blanc durant dotze temporades, guanyant set lligues, tres Copes d'Espanya i una Copa d'Europa de clubs.
Va jugar com a titular la final de la Copa d'Europa de 1966, que el Madrid va guanyar contra el FK Partizan per 2 a 1 a l'Estadi Heysel, de Brussel·les, la sisena Copa d'Europa madridista.
Un cop retirat, va passar a entrar equips de les categories inferiors del club, exercint també de segon entrenador amb Amancio Amaro al Castella, assolint el subcampionat de la Copa del Rei, i al primer equip.

## Palmarès
| Títol           | Equip        | País    | Any  |
| --------------- | ------------ | ------- | ---- |
| Lliga espanyola | Reial Madrid | Espanya | 1964 |
| Lliga espanyola | Reial Madrid | Espanya | 1965 |
| Copa d'Europa   | Reial Madrid | Espanya | 1966 |
| Lliga espanyola | Reial Madrid | Espanya | 1967 |
| Lliga espanyola | Reial Madrid | Espanya | 1968 |
| Lliga espanyola | Reial Madrid | Espanya | 1969 |
| Trofeu Pitxitxi | Reial Madrid | Espanya | 1969 |
| Trofeu Pitxitxi | Reial Madrid | Espanya | 1970 |
| Copa del Rei    | Reial Madrid | Espanya | 1970 |
| Lliga espanyola | Reial Madrid | Espanya | 1972 |
| Copa del Rei    | Reial Madrid | Espanya | 1974 |
| Lliga espanyola | Reial Madrid | Espanya | 1975 |
| Copa del Rei    | Reial Madrid | Espanya | 1975 |
| Lliga espanyola | Reial Madrid | Espanya | 1976 |